# 2MASS J00303013-1450333
2MASS J00303013-1450333 ist ein etwa 100 Lichtjahre von der Erde entfernter Brauner Zwerg im Sternbild Walfisch. Er wurde 2000 von J. Davy Kirkpatrick et al. entdeckt.
2MASS J00303013-1450333 gehört der Spektralklasse L7 an; seine Oberflächentemperatur dürfte etwa 1500 Kelvin betragen.
Seine Position verschiebt sich aufgrund seiner Eigenbewegung jährlich um 0,25 Bogensekunden.